# Willy Mairesse
Willem Edouard Numa Ghislain „Willy“ Mairesse (* 1. Oktober 1928 in Momignies; † 2. September 1969 in Ostende) war ein belgischer Automobilrennfahrer.

## Wild Willy
Mairesse wurde auch Wild Willy oder Kamikaze Willy genannt. Er war ein für heutige Verhältnisse untypischer Rennfahrer. Er fuhr Rennen auf Asphalt und Schotter, Straßenrennen und Rallyes. Er war im Sportwagen genauso zu Hause wie in Monopostos. Seine Karriere war von unzähligen schweren Unfällen und fatal endenden Kollisionen gezeichnet. Rainer Schlegelmilch: „Willy Mairesse beging Selbstmord auf Raten. Seine Starts waren immer wie ein Aufbruch in die Hölle.“ Im Zweikampf war er gefürchtet, als Teamkollege im Sportwagen durch seine aufopferungsvolle Hingabe an längst verloren geglaubte Rennen stets willkommen.

## Frühe Jahre
Mairesse begann seine Karriere 1953 als Privatfahrer bei Rallyeveranstaltungen. Gemeinsam mit seinem Freund Henry Milsonne fuhr er mit einem Porsche 356 die Rallye Lüttich–Rom–Lüttich. Der für diese Rallye nicht wirklich geeignete Privatwagen blieb schon am ersten Tag mit Motorschaden liegen. Ein Jahr später nahm Mairesse erneut an dieser Langstreckenfahrt teil, diesmal in einem Peugeot 203 – wieder seinem Privatfahrzeug. Sein Beifahrer war Robert Pirson. Die beiden erreichten Rang 26 im Gesamtklassement und wurden Achte in ihrer Klasse. 1955 gelang ihm mit Maurice Desse als neuem Beifahrer auf der gleichen Route der erste Klassensieg.
1956 stieg Mairesse auf einen Mercedes-Benz 300 SL um, bestritt einige lokale Rallyes und erste Rundstreckenrennen. Beim GT-Rennen im Vorprogramm zum Großen Preis von Deutschland auf dem Nürburgring gelang ein viel beachteter dritter Rang im Gesamtklassement. Den ersten großen Sieg fuhr er schließlich bei Lüttich–Rom–Lüttich ein. Die Equipe Nationale Belge bemerkte ihn und nahm ihn ins Team auf. So kam er 1958 zum ersten Mal nach Le Mans. Zusammen mit seinem Landsmann Lucien Bianchi fuhr er einen Ferrari 250TR. Mairesse verursachte den ersten massiven Blechschaden bei einem Ausfall nach nur 33 Runden durch Unfall. 1959 wurde ein anfänglich schwieriges Jahr: Mairesse nahm unablässig zu große Risiken auf sich und fiel vor allem durch seine Unfälle auf. Das entscheidende Rennen seiner beginnenden Karriere wurde jedoch die Tour de France für Automobile im selben Jahr. Er lieferte sich über das gesamte Rennen einen unvergesslichen Kampf mit dem populären Ferrari-Werkspiloten Olivier Gendebien (ebenfalls ein Landsmann). Gendebien besiegte Mairesse bei einem Kampf auf Biegen und Brechen über die engen Passstraßen der französischen Seealpen knapp, aber Enzo Ferrari war beeindruckt und bot Mairesse einen Werksvertrag an.

## Die Jahre bei Ferrari

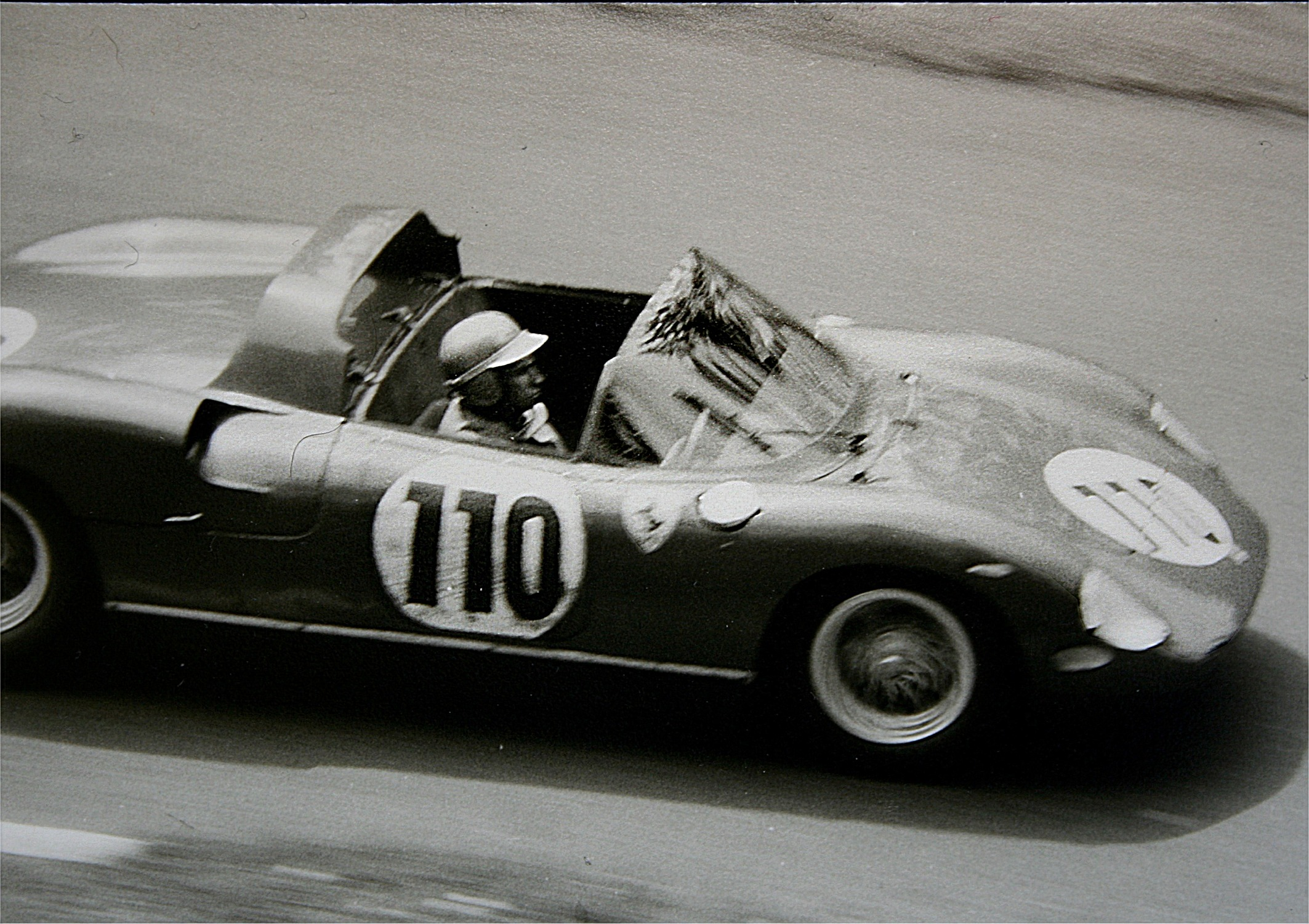
Willy Mairesse 1963 auf dem Nürburgring

Mit Beginn des Jahres 1960 wurde Willy Mairesse neuer Werksfahrer für Ferrari – zuerst im Sportwagen, später im Jahr auch in der Formel 1. Er debütierte beim Großen Preis von Belgien am 19. Juni 1960 in Spa-Francorchamps für die Scuderia. Die Formel 1 erlebte dort eines der schlimmsten Wochenende ihrer Geschichte. Schon im Training verunglückten Stirling Moss und Michael Taylor (dessen noch junge Karriere mit diesem Unfall zu Ende ging) schwer. Im Rennen verunglückte der junge Engländer Chris Bristow im Zweikampf mit Willy Mairesse. Der Unfall geschah in der 20. Runde beim Streckenabschnitt von Burnenville, wo am Vortag Stirling Moss verunglückt war. Bristow war sofort tot. Mairesse konnte weiterfahren und fiel in der 23. Runde mit einem Schaden an der Kraftübertragung aus. Nur wenige Runden später verunglückte der junge Lotus-Werksfahrer Alan Stacey ebenfalls tödlich.
Beim Großen Preis von Italien in Monza fuhr Mairesse seinen zweiten Grand Prix. Der Ferrari Dino 246F1 war als Rennwagen mit einem Frontmotor den britischen Heckmotorfahrzeugen von Cooper und Lotus längst unterlegen. Zwar mit fast 50 PS mehr ausgestattet als die Konkurrenz waren die Ferraris zu schwer. Auf der Rennbahn von Monza – 1960 fuhr man auch die Passage mit den Steilkurven – waren die Ferraris jedoch nicht zu schlagen. Mairesse beendete die Jagd hinter seinen Teamkollegen Phil Hill und Richie Ginther als Dritter (es blieb seine einzige Platzierung unter den ersten drei bei einem Lauf zur Weltmeisterschaft der Formel 1). Die damalige Werksmannschaft der Scuderia war mit Phil Hill, Wolfgang von Trips, Richie Ginther und Olivier Gendebien prominent besetzt. Willy Mairesse als jüngster Zugang stand hintan und erhielt in der ersten Hälfte der Saison 1961 keine Chance auf ein Cockpit in der Formel 1. Er fuhr jedoch im Sportwagen und gewann wie 1960 die Tour de France, diesmal vor Gendebien, dem er 1959 unterlegen war. In Le Mans erreichte er mit Mike Parkes Rang zwei im Ferrari 250TR/61. Da Mairesse unbedingt beim Großen Preis von Belgien an den Start gehen wollte, erteilte ihm Ferrari die Freigabe, um für die Equipe Nationale Belge einen Lotus 18-Climax zu fahren. In der 7. Runde fiel er mit Zündungsschaden aus. Auch beim Großen Preis von Frankreich in Reims war er am Start, diesmal in einem Werks-Lotus-21-Climax. Hier fiel er mit Motorschaden aus.
Beim Großen Preis von Deutschland war Mairesse wieder in einem Ferrari zu sehen. Er fuhr zum ersten Mal den 156er in einem Rennen und verunglückte in der 13. Runde. Nachdem die Scuderia Wolfgang von Trips durch dessen Todessturz in Monza verloren hatte, rückte Willy Mairesse 1962 nach und sollte die gesamte Saison in der Formel 1 fahren. Aber schon beim zweiten Saisonlauf kam es erneut zu einem schweren Unfall.
Wieder beim Großen Preis von Belgien in Spa-Francorchamps kollidierte er ausgangs Blanchimont mit dem Lotus von Trevor Taylor. Willy Mairesse erlitt schwere Brandwunden an den Füßen, aber wie durch ein Wunder kamen beide Fahrer mit dem Leben davon. Erst beim Rennen in Monza fuhr er erneut den 156 und erreichte den vierten Platz, nur eine Sekunde hinter dem Dritten, Bruce McLaren. Größeren Erfolg hatte er in der Saison im Sportwagen. Er gewann seine erste Targa Florio, gemeinsam mit Ricardo Rodríguez und Oliver Gendebien auf einem Ferrari Dino 246SP.
1963 war das letzte Jahr von Willy Mairesse bei Ferrari, und die Saison war trotz weiterer Erfolge im Sportwagen (er gewann zum Beispiel die 1000 km auf dem Nürburgring) von zwei schweren Zwischenfällen geprägt: Bei den 24 Stunden von Le Mans erlitt Mairesse in den frühen Morgenstunden, überlegen führend im Streckenabschnitt Maison Blanche, wieder einen schweren Unfall. Der Ferrari 250P, den er gemeinsam mit John Surtees fuhr, ging in Flammen auf. Beim Großen Preis von Deutschland auf dem Nürburgring – die Saison hatte ihm in der Formel 1 bisher nur Ausfälle beschert – ereignete sich das schwerste Unglück seiner Karriere: Noch in der Startrunde kollidierten Innes Ireland und Lorenzo Bandini knapp nach dem Streckenabschnitt Flugplatz. Rettungskräfte waren an der Unfallstelle, als Willy Mairesse eine Runde später auf der Kuppe vor dem Flugplatz abhob und hart in den Leitplanken einschlug. Augenzeugen berichteten zwar von fehlenden Flaggensignalen, aber auch davon, dass Mairesse in diesem Abschnitt viel zu schnell war. Der kreiselnde Ferrari traf einen Sanitäter, der dabei ums Leben kam. Willy Mairesse selbst wurde so schwer verletzt, dass er ein Jahr keine Rennen mehr fahren konnte. Seine Ferrari- und Formel-1-Karriere endeten bei diesem Rennen.
Trotz so vieler Stürze hatte Ferrari über die Jahre immer an Willy Mairesse festgehalten. Er war vor allem ein hervorragender Testfahrer. Sein Ausloten des Grenzbereichs half bei der Entwicklung von Fahrzeugen. So war er maßgeblich an der Erfolgsgeschichte des Ferrari GTO beteiligt.

## Erfolge im Sportwagen

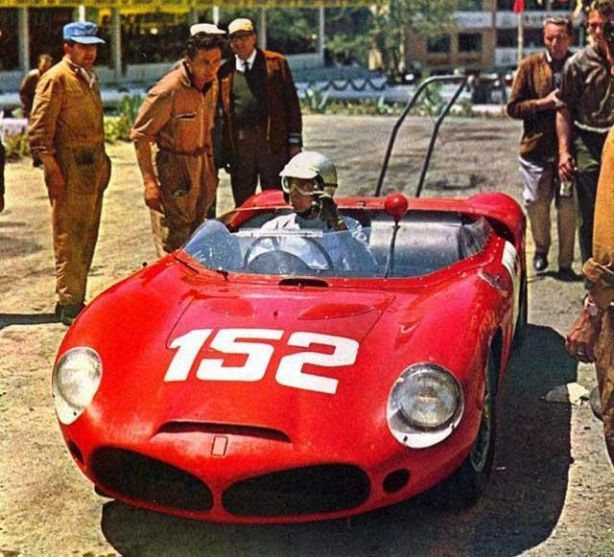
Im Ferrari Dino 246SP, bei seiner Siegesfahrt bei der Targa Florio 1962

Erst 1965 kehrte Willy Mairesse langsam wieder zum Motorsport zurück. Es folgten die ruhigsten und erfolgreichsten Jahre seiner Karriere. Jean Blaton, ein belgischer Brauereibesitzer, der unter dem Pseudonym „Beurlys“ einer der besten Langstreckenpiloten der 1960er-Jahre war, nahm sich seiner an. Für die Ecurie Francorchamps fuhren die beiden in der Sportwagen-Weltmeisterschaft. Bei den 24 Stunden von Le Mans standen sie als Dritte am Podium. 1966 wechselte Mairesse zur Scuderia Filipinetti, fuhr in Le Mans mit seinem neuen Stamm-Copiloten, dem Schweizer Herbert Müller, einen Ferrari (Ausfall durch Getriebeschaden) und gewann zum zweiten Mal die Targa Florio auf einem Porsche 906. Dann wurde es ruhig um den Belgier. Nur mit Jean Blaton, mit dem ihn mittlerweile eine enge Freundschaft verband, fuhr er noch Rennen. Bei den 24 Stunden von Le Mans 1967 wurden die beiden mit einem Ferrari 330P4 wieder mit dem dritten Rang belohnt.

## Ein letztes Rennen
Noch einmal Jean Blaton und ein letztes Mal in Le Mans im Jahre 1968: Sein alter Freund Blaton wollte Mairesse noch einmal die Chance geben, auf die Rennstrecke zurückzukehren – eine folgenschwere Fehlentscheidung. Blaton war Besitzer eines Ford GT 40 mit der Chassisnummer 1079. Der Wagen wurde für Le Mans 1968 vom belgischen Ford-Importeur Claude Dubois für seine Ecurie Francorchamps vorbereitet. Willy sollte gemeinsam mit Blaton erneut das Fahrerteam bilden. Der Probelauf fand im Mai bei den 1000-km-Rennen von Spa-Francorchamps statt (Ausfall durch ein Leck in der Benzinleitung). Aber die Ecurie Francorchamps war bekannt für ihre penible Vorbereitung von Rennfahrzeugen, vor allem für die Langstrecke. Außerdem war der GT 40 mittlerweile allen Kinderkrankheiten entwachsen und in der Regel schnell und standfest. Das Problem mit der Benzinzufuhr ließ sich bei Testfahrten lösen. Die 24 Stunden von Le Mans wurden 1968 von ihrem angestammten Termin im Juni – in Paris gab es Studentenunruhen und einen darauf folgenden Generalstreik – in den September verlegt. Es war regnerisch und kühl, als am 29. September 1968 die Wagen zum Le-Mans-Start gerollt wurden. In der Hektik des Starts – der gelbe Ford mit der Startnummer 8 stand schräg am 10. Startplatz – schloss Mairesse die Tür am GT 40 nicht richtig. Zum ungünstigsten Zeitpunkt, am Ende der Ligne Droite des Hunaudières, sprang diese bei einem Tempo von nahezu 300 km/h noch in der ersten Runde durch den Fahrtwind wieder auf. Mairesse versuchte bei voller Geschwindigkeit die Tür zu schließen – ob mit beiden oder nur mit einer Hand, ist bis heute unklar – und verlor dabei die Herrschaft über das Auto. Mairesse hatte zum letzten Mal in seiner Karriere einen Unfall (das Wrack des GT 40 wurde später von Sbarro in Genf neu aufgebaut und gehört heute, versehen mit einem Peugeot-Motor, einem Pariser Geschäftsmann). Die Verletzungen, vor allem am Kopf, waren so schwer, dass die Ärzte Mairesse zwei Wochen in künstlichen Tiefschlaf versetzen mussten. Von diesem Unfall erholte sich Mairesse nicht mehr. Nach sechs Monaten Rekonvaleszenz äußerlich wieder genesen, verkraftete er diesen letzten schweren Unfall psychisch nicht. Die Gewissheit, dass die Rennfahrerkarriere unwiderruflich zu Ende war, machte ihm das Leben unerträglich. Er wählte den Freitod: Willy Mairesse starb nach Einnahme einer Überdosis Schlaftabletten am 2. September 1969 in einem Hotelzimmer in Ostende.

## Statistik

### Statistik in der Automobil-Weltmeisterschaft

#### Gesamtübersicht
| Saison | Team                   | Chassis            | Motor          | Rennen | Siege | Zweiter | Dritter | Poles | schn. Rennrunden | Punkte | WM-Pos. |
| ------ | ---------------------- | ------------------ | -------------- | ------ | ----- | ------- | ------- | ----- | ---------------- | ------ | ------- |
| 1960   | Scuderia Ferrari       | Ferrari Dino 246F1 | Ferrari 2.4 V6 | 3      | −     | −       | 1       | −     | −                | 4      | 15.     |
| 1961   | Equipe Nationale Belge | Lotus 18           | Climax 1.5 L4  | 1      | −     | −       | −       | −     | −                | −      | NC      |
| 1961   | Team Lotus             | Lotus 21           | Climax 1.5 L4  | 1      | −     | −       | −       | −     | −                | −      | NC      |
| 1961   | Scuderia Ferrari       | Ferrari 156        | Ferrari 1.5 V6 | 1      | −     | −       | −       | −     | −                | −      | NC      |
| 1962   | Scuderia Ferrari       | Ferrari 156        | Ferrari 1.5 V6 | 3      | −     | −       | −       | −     | −                | 3      | 14.     |
| 1963   | Scuderia Ferrari       | Ferrari 156        | Ferrari 1.5 V6 | 3      | −     | −       | −       | −     | −                | −      | NC      |
| Gesamt | Gesamt                 | Gesamt             | Gesamt         | 12     | −     | −       | 1       | −     | −                | 7      |         |

#### Einzelergebnisse
| Saison | 1   | 2   | 3   | 4   | 5   | 6 | 7 | 8 | 9 | 10 |
| ------ | --- | --- | --- | --- | --- | - | - | - | - | -- |
| 1960   |     |     |     |     |     |   |   |   |   |    |
|        |     |     |     | DNF | DNF |   |   | 3 |   |    |
| 1961   |     |     |     |     |     |   |   |   |   |    |
|        |     | DNF | DNF |     | DNF |   |   |   |   |    |
| 1962   |     |     |     |     |     |   |   |   |   |    |
|        | 7   | DNF |     |     |     | 4 |   |   |   |    |
| 1963   |     |     |     |     |     |   |   |   |   |    |
| DNF    | DNF |     |     |     | DNF |   |   |   |   |    |
| 1965   |     |     |     |     |     |   |   |   |   |    |
|        |     | DNS |     |     |     |   |   |   |   |    |

| Legende  | Legende            | Legende                                                          |
| Farbe    | Abkürzung          | Bedeutung                                                        |
| -------- | ------------------ | ---------------------------------------------------------------- |
| Gold     | –                  | Sieg                                                             |
| Silber   | –                  | 2. Platz                                                         |
| Bronze   | –                  | 3. Platz                                                         |
| Grün     | –                  | Platzierung in den Punkten                                       |
| Blau     | –                  | Klassifiziert außerhalb der Punkteränge                          |
| Violett  | DNF                | Rennen nicht beendet (did not finish)                            |
| Violett  | NC                 | nicht klassifiziert (not classified)                             |
| Rot      | DNQ                | nicht qualifiziert (did not qualify)                             |
| Rot      | DNPQ               | in Vorqualifikation gescheitert (did not pre-qualify)            |
| Schwarz  | DSQ                | disqualifiziert (disqualified)                                   |
| Weiß     | DNS                | nicht am Start (did not start)                                   |
| Weiß     | WD                 | zurückgezogen (withdrawn)                                        |
| Hellblau | PO                 | nur am Training teilgenommen (practiced only)                    |
| Hellblau | TD                 | Freitags-Testfahrer (test driver)                                |
| ohne     | DNP                | nicht am Training teilgenommen (did not practice)                |
| ohne     | INJ                | verletzt oder krank (injured)                                    |
| ohne     | EX                 | ausgeschlossen (excluded)                                        |
| ohne     | DNA                | nicht erschienen (did not arrive)                                |
| ohne     | C                  | Rennen abgesagt (cancelled)                                      |
| ohne     | keine WM-Teilnahme |                                                                  |
| sonstige | P/fett             | Pole-Position                                                    |
| sonstige | 1/2/3/4/5/6/7/8    | Punktplatzierung im Sprint-/Qualifikationsrennen                 |
| sonstige | SR/kursiv          | Schnellste Rennrunde                                             |
| sonstige | *                  | nicht im Ziel, aufgrund der zurückgelegten Distanz aber gewertet |
| sonstige | ()                 | Streichresultate                                                 |
| sonstige | unterstrichen      | Führender in der Gesamtwertung                                   |

### Le-Mans-Ergebnisse
| Jahr | Team                   | Fahrzeug          | Teamkollege    | Platzierung            | Ausfallgrund    |
| ---- | ---------------------- | ----------------- | -------------- | ---------------------- | --------------- |
| 1958 | Ecurie Francorchamps   | Ferrari 250TR     | Lucien Bianchi | Ausfall                | Unfall          |
| 1960 | Scuderia Ferrari SpA   | Ferrari 250TRI/60 | Richie Ginther | Ausfall                | Getriebeschaden |
| 1961 | Scuderia Ferrari       | Ferrari 260TR/61  | Mike Parkes    | Rang 2                 |                 |
| 1963 | SpA Ferrari SEFAC      | Ferrari 250P      | John Surtees   | Ausfall                | Unfall          |
| 1965 | Ecurie Francorchamps   | Ferrari 275 GTB   | Jean Blaton    | Rang 3 und Klassensieg |                 |
| 1966 | Scuderia Filipinetti   | Ferrari 365P2     | Herbert Müller | Ausfall                | Getriebeschaden |
| 1967 | Equipe Nationale Belge | Ferrari 330P4     | Jean Blaton    | Rang 3                 |                 |
| 1968 | Claude Dubois          | Ford GT40 Mk.I    | Jean Blaton    | Ausfall                | Unfall          |

### Sebring-Ergebnisse
| Jahr | Team                     | Fahrzeug       | Teamkollege     | Teamkollege        | Teamkollege        | Platzierung | Ausfallgrund |
| ---- | ------------------------ | -------------- | --------------- | ------------------ | ------------------ | ----------- | ------------ |
| 1961 | Sefac Automobile Ferrari | Ferrari 250TRI | Richie Ginther  | Giancarlo Baghetti | Wolfgang von Trips | Rang 2      |              |
| 1963 | SEFAC Ferrari            | Ferrari 250P   | Lorenzo Bandini | Nino Vaccarella    |                    | Rang 2      |              |
| 1965 | Fong Racing Associates   | Ferrari 275P   | Mauro Bianchi   |                    |                    | Rang 23     |              |

### Einzelergebnisse in der Sportwagen-Weltmeisterschaft
| Saison | Team                                        | Rennwagen                                         | 1   | 2   | 3   | 4   | 5   | 6   | 7   | 8   | 9   | 10  | 11  | 12  | 13  | 14  | 15  | 16  | 17  | 18  | 19  | 20  | 21  | 22  |
| ------ | ------------------------------------------- | ------------------------------------------------- | --- | --- | --- | --- | --- | --- | --- | --- | --- | --- | --- | --- | --- | --- | --- | --- | --- | --- | --- | --- | --- | --- |
| 1957   | Equipe Nationale Belge                      | Ferrari 290MM                                     | BUA | SEB | MIM | NÜR | LEM | KRI | CAR |     |     |     |     |     |     |     |     |     |     |     |     |     |     |     |
| 1957   | Equipe Nationale Belge                      | Ferrari 290MM                                     |     |     | DNF |     |     |     |     |     |     |     |     |     |     |     |     |     |     |     |     |     |     |     |
| 1958   | Equipe Nationale Belge                      | Ferrari 250TR                                     | BUA | SEB | TAR | NÜR | LEM | RTT |     |     |     |     |     |     |     |     |     |     |     |     |     |     |     |     |
| 1958   | Equipe Nationale Belge                      | Ferrari 250TR                                     |     |     |     | DNF | DNF |     |     |     |     |     |     |     |     |     |     |     |     |     |     |     |     |     |
| 1960   | Scuderia Ferrari                            | Ferrari Dino 246S                                 | BUA | SEB | TAR | NÜR | LEM |     |     |     |     |     |     |     |     |     |     |     |     |     |     |     |     |     |
| 1960   | Scuderia Ferrari                            | Ferrari Dino 246S                                 |     |     | 4   | 3   | DNF |     |     |     |     |     |     |     |     |     |     |     |     |     |     |     |     |     |
| 1961   | Scuderia Ferrari Willy Mairesse             | Ferrari 250TRI Ferrari 250 GT                     | SEB | TAR | NÜR | LEM | PES |     |     |     |     |     |     |     |     |     |     |     |     |     |     |     |     |     |
| 1961   | Scuderia Ferrari Willy Mairesse             | Ferrari 250TRI Ferrari 250 GT                     | 2   | DNF | 5   | 2   | DNF |     |     |     |     |     |     |     |     |     |     |     |     |     |     |     |     |     |
| 1962   | Scuderia Ferrari Equipe Nationale Belge     | Ferrari Dino 246SP Ferrari 330 Ferrari 250 GTO    | DAY | SEB | SEB | MAI | TAR | BER | NÜR | LEM | TAV | CCA | RTT | NÜR | BRI | BRI | PAR |     |     |     |     |     |     |     |
| 1962   | Scuderia Ferrari Equipe Nationale Belge     | Ferrari Dino 246SP Ferrari 330 Ferrari 250 GTO    |     |     |     |     | 1   |     | 2   |     |     |     |     |     |     |     | 5   |     |     |     |     |     |     |     |
| 1963   | Scuderia Ferrari Ecurie Francorchamps       | Ferrari 250P Ferrari Dino 196 SP Ferrari 250 GTO  | DAY | SEB | SEB | TAR | SPA | MAI | NÜR | CON | ROS | LEM | MON | WIS | TAV | FRE | CCE | RTT | OVI | NÜR | MON | MON | TDF | BRI |
| 1963   | Scuderia Ferrari Ecurie Francorchamps       | Ferrari 250P Ferrari Dino 196 SP Ferrari 250 GTO  |     |     | 2   | 2   | 1   |     | 1   |     |     | DNF |     |     |     |     |     |     |     |     |     |     |     |     |
| 1964   | Equipe Nationale Belge                      | Ferrari 250LM                                     | DAY | SEB | TAR | MON | SPA | CON | NÜR | ROS | LEM | REI | FRE | CCE | RTT | SIM | NÜR | MON | TDF | BRI | BRI | PAR |     |     |
| 1964   | Equipe Nationale Belge                      | Ferrari 250LM                                     |     |     |     |     |     |     |     |     |     |     |     |     |     |     |     |     | DNF |     |     |     |     |     |
| 1965   | Fong Racing Associates Ecurie Francorchamps | Ferrari 275P Ferrari 250LM Ferrari 275 GTB        | DAY | SEB | BOL | MON | MON | RTT | TAR | SPA | NÜR | MUG | ROS | LEM | REI | BOZ | FRE | CCE | OVI | NÜR | BRI | BRI |     |     |
| 1965   | Fong Racing Associates Ecurie Francorchamps | Ferrari 275P Ferrari 250LM Ferrari 275 GTB        |     | 23  |     |     | DNF |     |     | 1   | DNF |     |     | 3   | 3   |     |     |     |     |     |     |     |     |     |
| 1966   | Scuderia Filipinetti                        | Ford GT40 Porsche 906 Ferrari 250LM Ferrari 365P2 | DAY | SEB | MON | TAR | SPA | NÜR | LEM | MUG | CCE | HOK | SIM | NÜR | ZEL |     |     |     |     |     |     |     |     |     |
| 1966   | Scuderia Filipinetti                        | Ford GT40 Porsche 906 Ferrari 250LM Ferrari 365P2 |     |     | 3   | 1   | DNF | 9   | DNF |     |     |     |     |     |     |     |     |     |     |     |     |     |     |     |
| 1967   | Ecurie Francorchamps Equipe Nationale Belge | Ferrari 412P Ferrari 330P4                        | DAY | SEB | MON | SPA | TAR | NÜR | LEM | HOK | MUG | BRH | CCE | ZEL | OVI | NÜR |     |     |     |     |     |     |     |     |
| 1967   | Ecurie Francorchamps Equipe Nationale Belge | Ferrari 412P Ferrari 330P4                        | DNF |     |     | DNF |     |     | 3   |     |     |     |     |     |     |     |     |     |     |     |     |     |     |     |
| 1968   | Claude Dubois                               | Ford GT40                                         | DAY | SEB | BRH | MON | TAR | NÜR | SPA | WAT | ZEL | LEM |     |     |     |     |     |     |     |     |     |     |     |     |
| 1968   | Claude Dubois                               | Ford GT40                                         |     |     |     | 7   |     |     | DNF |     |     | DNF |     |     |     |     |     |     |     |     |     |     |     |     |